# A Democracia
A Democracia (en español: "La Democracia") fue un periódico obrero de orientación socialista, editado por Francisco Xavier da Costa y publicado en Porto Alegre, Brasil, entre 1905 y 1908.